# María Gabriela Díaz
María Gabriela Díaz (ur. 2 stycznia 1981 w Alta Gracia) – argentyńska kolarka BMX, pięciokrotna medalistka mistrzostw świata.

## Kariera
Pierwszy sukces w karierze María Gabriela Díaz osiągnęła w 1998 roku, kiedy zdobyła srebrny medal w kategorii juniorów podczas mistrzostw świata w Melbourne. Rok później, w tej samej kategorii wiekowej była już najlepsza. W 2000 roku wystartowała na mistrzostwach świata w Córdobie, gdzie zdobyła brązowy medal w kategorii elite seniorek, ulegając jedynie Australijce Natarshy Williams oraz Belgijce Ellen Bollansee. W ciągu kolejnych czterech lat Díaz zdobyła trzy złote medale w tej konkurencji: na MŚ w Louisville (2001), MŚ w Paulinii (2002) oraz MŚ w Valkenswaard (2004). Ostatni medal na imprezie tego cyklu zdobyła w 2006 roku, kiedy na mistrzostwach w São Paulo zajęła drugie miejsce, przegrywając tylko z Holenderką Willy Kanis. W 2008 roku wzięła udział w igrzyskach olimpijskich w Pekinie, gdzie zajęła piąte miejsce. Trzy lata później zdobyła brązowy medal w wyścigu elite na igrzyskach panamerykańskich w Guadalajarze.